# Primera División de Islas Feroe 2010
La temporada 2010 de la Effodeildin fue la 68va. temporada de la Primera División de las Islas Feroe. La temporada comenzó el 31 de marzo y terminó el 23 de octubre de 2010. El club campeón fue el HB Tórshavn que ganó su 21° título de liga.

## Ascensos y descensos
| Pos. | Ascendidos de 1. Deild 2009 |
| ---- | --------------------------- |
| 1    | Suðuroy                     |
| 2    | B71 Sandur                  |

| Pos. | Descendidos de Primera división 2009 |
| ---- | ------------------------------------ |
| 9    | KÍ                                   |
| 10   | 07 Vestur                            |

## Sistema de competición
Los 10 equipos participantes jugaron entre sí todos contra todos tres veces totalizando 27 partidos cada equipo. Al final de la temporada el primer clasificado obtuvo un cupo para la Liga de Campeones 2011-12, mientras que el segundo y el tercer clasificado obtuvieron un cupo para la Liga Europa 2011-12. Por otro lado los dos últimos clasificados descendieron a la 1. Deild 2011.
Un tercer cupo para la Liga Europa 2011-12 fue asignado al campeón de la Copa de Islas Feroe

## Clubes
| Club            | Ciudad       | Estadio                   | Capacidad |
| --------------- | ------------ | ------------------------- | --------- |
| Argja Bóltfelag | Argir        | Argir Stadium             | 2.000     |
| B36 Tórshavn    | Tórshavn     | Gundadalur                | 5.000     |
| B68 Toftir      | Toftir       | Svangaskarð               | 6.000     |
| B71 Sandur      | Sandur       | Sandur Stadium            | 2.000     |
| EB/Streymur     | Streymnes    | Við Margáir               | 1.000     |
| HB Tórshavn     | Tórshavn     | Gundadalur                | 5.000     |
| ÍF Fuglafjørður | Fuglafjørður | Fløtugerði                | 3.000     |
| NSÍ Runavík     | Runavík      | Runavík Stadium           | 2.000     |
| Suðuroy         | Vágur        | Vesturi á Eiðinum Stadium | 3.000     |
| Víkingur Gøta   | Norðragøta   | Serpugerði Stadium        | 2.000     |

## Tabla de posiciones
| Pos. | Equipo        | Pts. | PJ | G  | E | P  | GF | GC | Dif. | Clasificación 2011–12                 |
| ---- | ------------- | ---- | -- | -- | - | -- | -- | -- | ---- | ------------------------------------- |
| 1    | HB (C)        | 54   | 27 | 16 | 6 | 5  | 49 | 32 | +17  | Primera ronda de la Liga de Campeones |
| 2    | EB/Streymur   | 51   | 27 | 14 | 9 | 4  | 65 | 30 | +35  | Segunda ronda de la Liga Europa       |
| 3    | NSÍ           | 48   | 27 | 14 | 6 | 7  | 60 | 33 | +27  | Primera ronda de la Liga Europa       |
| 4    | ÍF            | 43   | 27 | 12 | 7 | 8  | 50 | 41 | +9   | Primera ronda de la Liga Europa       |
| 5    | Víkingur Gøta | 43   | 27 | 12 | 7 | 8  | 44 | 35 | +9   |                                       |
| 6    | B36 Tórshavn  | 40   | 27 | 11 | 7 | 9  | 44 | 36 | +8   |                                       |
| 7    | B68 Toftir    | 31   | 27 | 8  | 7 | 12 | 42 | 47 | −5   |                                       |
| 8    | B71 Sandur    | 23   | 27 | 5  | 8 | 14 | 24 | 65 | −41  |                                       |
| 9    | Suðuroy       | 22   | 27 | 5  | 7 | 15 | 33 | 54 | −21  | Descenso a 1. deild 2011              |
| 10   | AB Argir      | 14   | 27 | 2  | 8 | 17 | 27 | 65 | −38  | Descenso a 1. deild 2011              |

Actualizado a los partidos jugados el 23 de octubre de 2010.
 Fuente: Soccerway
Notas:
1. ↑  El EB/Streymur obtuvo un cupo para la Segunda ronda de la Liga Europa 2011-12 tras ganar la Copa de Islas Feroe 2010.

## Tabla de resultados cruzados
| Local \ Visitante | AB  | B36 | B68 | B71 | EBS | HB  | ÍF  | NSÍ | SUÐ | VÍK |
| ----------------- | --- | --- | --- | --- | --- | --- | --- | --- | --- | --- |
| AB Argir          | —   | 2–2 | 1–2 | 3–3 | 1–2 | 1–1 | 0–2 | 0–0 | 1–0 | 1–1 |
| B36               | 1–0 | —   | 3–1 | 1–1 | 1–1 | 1–0 | 1–1 | 1–5 | 1–0 | 1–2 |
| B68               | 1–1 | 1–0 | —   | 5–0 | 1–1 | 2–2 | 1–0 | 0–3 | 1–1 | 5–3 |
| B71               | 1–0 | 0–3 | 1–0 | —   | 2–3 | 0–1 | 0–2 | 1–6 | 3–1 | 0–0 |
| EB/Streymur       | 2–1 | 1–2 | 3–0 | 8–0 | —   | 0–1 | 3–0 | 1–1 | 2–0 | 2–2 |
| HB                | 2–1 | 2–2 | 4–3 | 1–2 | 5–2 | —   | 2–0 | 2–1 | 4–4 | 2–0 |
| ÍF                | 4–4 | 0–5 | 4–2 | 1–1 | 1–1 | 2–1 | —   | 3–5 | 2–0 | 0–1 |
| NSÍ               | 3–0 | 4–3 | 2–1 | 2–0 | 2–1 | 2–0 | 1–2 | —   | 2–1 | 0–2 |
| Suðuroy           | 3–3 | 1–1 | 3–1 | 2–1 | 0–1 | 0–3 | 0–3 | 1–1 | —   | 1–3 |
| Víkingur Gøta     | 5–3 | 1–3 | 0–0 | 0–0 | 2–2 | 0–0 | 1–3 | 2–3 | 4–1 | —   |

| Local \ Visitante | AB  | B36 | B68 | B71 | EBS | HB  | ÍF  | NSÍ | SUÐ | VÍK |
| ----------------- | --- | --- | --- | --- | --- | --- | --- | --- | --- | --- |
| AB Argir          | —   | 0–5 | —   | 0–4 | —   | —   | 1–4 | —   | 1–0 | —   |
| B36               | —   | —   | 3–1 | —   | —   | —   | 1–0 | 2–1 | —   | —   |
| B68               | 3–0 | —   | —   | —   | 1–1 | —   | 3–3 | 3–2 | —   | 2–0 |
| B71               | —   | 0–0 | —   | —   | 0–4 | 0–2 | —   | —   | 2–2 | —   |
| EB/Streymur       | 6–0 | 4–1 | 3–1 | —   | —   | 1–1 | —   | —   | 5–2 | —   |
| HB                | 3–0 | 2–1 | 1–0 | —   | —   | —   | —   | 3–2 | 1–4 | —   |
| ÍF                | —   | —   | —   | 3–0 | 3–3 | 1–2 | —   | —   | 3–1 | —   |
| NSÍ               | 2–1 | —   | —   | 9–1 | 0–0 | —   | 0–0 | —   | —   | 0–1 |
| Suðuroy           | —   | 2–1 | 2–1 | —   | —   | —   | —   | 1–1 | —   | 0–2 |
| Víkingur Gøta     | 3–1 | 1–0 | —   | 5–0 | 0–3 | 0–1 | 1–3 | —   | —   | —   |

## Goleadores
| Pos. | Jugador                  | Club        | Goles |
| ---- | ------------------------ | ----------- | ----- |
| 1    | Arnbjørn Hansen          | EB/Streymur | 22    |
| 1    | Christian Høgni Jacobsen | NSÍ         | 22    |
| 3    | Fróði Benjaminsen        | HB          | 13    |
| 4    | Øssur Dalbúð             | ÍF          | 11    |
| 4    | Christian Høgni Jacobsen | NSÍ         | 11    |
| 6    | Pól Jóhannus Justinussen | B68         | 8     |
| 6    | Jón Krosslá Poulsen      | Suðuroy     | 8     |
| 6    | Sølvi Vatnhamar          | Víkingur    | 8     |
| 9    | Rógvi Poulsen            | HB          | 8     |
| 9    | Hans Pauli Samuelsen     | EB/Streymur | 8     |